# Villalcampo
Villalcampo es un municipio y localidad española de la provincia de Zamora en la comunidad autónoma de Castilla y León.
Se encuentra ubicado en la comarca de Aliste, al oeste de la provincia de  Zamora, cerca de la frontera con Portugal y entre los embalses de Villalcampo y Ricobayo. El municipio está formado por el territorio correspondiente a los términos de  Carbajosa,  Salto de Villalcampo y Villalcampo.
La biodiversidad de su término municipal ha sido protegida por la Unesco con la figura de reserva de la biosfera transfronteriza bajo la denominación de Meseta Ibérica, por la Unión Europea con la Red Natura 2000 y por la comunidad autónoma de Castilla y León con la figura de parque natural, en estas dos últimas bajo la denominación de Arribes del Duero. La triple protección de este espacio natural busca preservar sus valores naturales, de gran valor paisajístico y faunístico, en el que destaca la presencia de aves como el buitre leonado, la cigüeña negra, el halcón peregrino, el alimoche, la chova piquirroja, el búho real, el águila real y el águila perdicera. Además, la notable conservación de este territorio le ha convertido en las últimas décadas en un punto de referencia del turismo de naturaleza.

## Geografía

Villalcampo en la provincia de Zamora.

Integrado en la comarca de Aliste, se sitúa a 28 kilómetros de Zamora. El término municipal está atravesado por la carretera nacional N-122, en el pK 485, por la carretera provincial ZA-284, que permite la comunicación con Ricobayo de Alba y Moralina, y por una carretera local que se dirige a Pino del Oro. El relieve del municipio consta de dos zonas diferenciadas. Por el sur y por el oeste, el río Duero, encajado en el terreno, hace de límite municipal tras recibir las aguas del río Esla, que a su vez hace de límite oriental. La unión de ambos ríos da lugar al embalse de Villalcampo. El resto del territorio es un altiplano típico de la meseta. La altitud oscila entre los 817 metros (cerro Carquisal) y los 570 metros a orillas del Duero. El pueblo se alza a 785 metros sobre el nivel del mar. Su término municipal se encuentra dentro del parque natural de Arribes del Duero, un espacio natural protegido de gran atractivo turístico.
| Noroeste: Pino del Oro    | Norte: Muelas del Pan | Noreste: Muelas del Pan    |
| Oeste: Villadepera        |                       | Este: Muelas del Pan       |
| Suroeste: Moral de Sayago | Sur: Moral de Sayago  | Sureste: Villaseco del Pan |

## Historia
Los primeros vestigios de presencia humana en el término de Villalcampo se datan en la Edad del Hierro, y corresponen al yacimiento del despoblado de Santiago, que se sitúa al suroeste del pueblo, y en el que han aparecido diversos materiales de la época, como el verraco que se encuentra empotrado encima del dintel de una ventana de la casa n.º 17 de la calle La Iglesia.
Posteriormente, en la Edad Media, Villalcampo quedó integrado en el Reino de León, estando situado en una zona que, por su cercanía a la frontera portuguesa, se vio envuelta en cierto nivel de conflicto entre los reinos leonés y portugués en los siglos XII y XIII tras la independencia de Portugal del reino leonés en 1143.
En todo caso, el 19 de marzo de 1212, el rey Alfonso IX de León otorgó a Villalcampo fuero propio, relatándose en el mismo la existencia de otro fuero previamente concedido por Fernando II de León, por lo que puede afirmarse que Villalcampo contó con fueros propios al menos desde el siglo XII.
Posteriormente, durante la Edad Moderna, Villalcampo pertenecía al Partido de Carbajales, tal y como recoge Tomás López en su Mapa de la Provincia de Zamora de 1773.
Ya en la Edad Contemporánea, con la creación de las actuales provincias en 1833, Villalcampo fue adscrito a la provincia de Zamora y la Región Leonesa, quedando integrado con la creación de los partidos judiciales en abril de 1834 en el de Alcañices. Finalmente, con la supresión del partido de Alcañices en 1983, Villalcampo fue integrado en el partido judicial de Zamora.

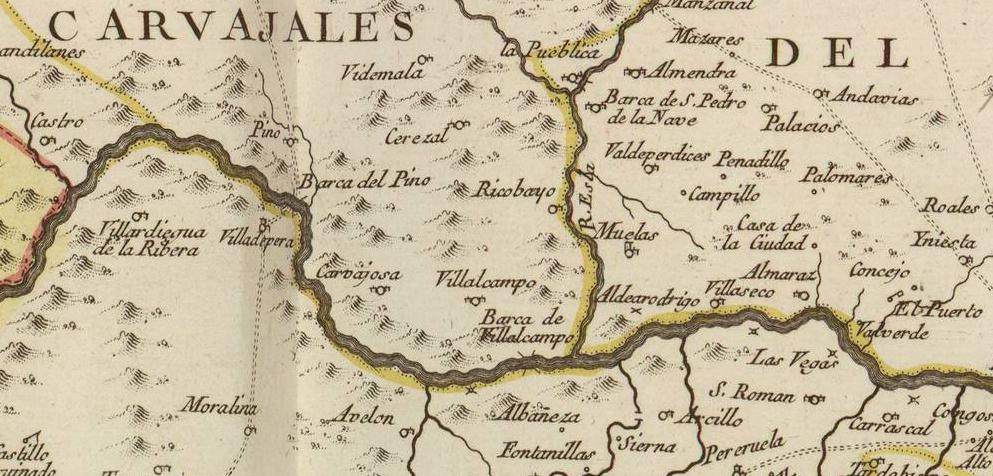
Detalle de Mapa de la Provincia de Zamora de 1773, en que se puede observar a Villalcampo integrando el Partido de Carbajales de Alba.

Así se describe a Villalcampo en el tomo XVI del Diccionario geográfico-estadístico-histórico de España y sus posesiones de Ultramar, obra impulsada por Pascual Madoz a mediados del siglo XIX:

Villa con ayuntamiento, en la provincia y diócesis de Zamora (4 1/2 leguas), partido judicial de Alcañices, audiencia territorial y capitanía general de Valladolid (20 leguas); SITUADO en llano; su CLIMA templado y sano. Tiene 130 CASAS; la consistorial; escuela de primeras letras, iglesia parroquial (San Lorenzo) servida por un cura de segundo ascenso y provisión del ordinario; una ermita (Nuestra Señora de la Encarnación) y 4 fuentes de buenas aguas. Confina con Cerezal, Carbajosa, Ricobayo, y los ríos Esla y Duero. El TERRENO es de mediana y mala calidad; por él corren las aguas del Duero y Esla. Hay dos montes de robles, pinos y matas bajas y un soto de negrillos. Los caminos dirigen a Zamora, Carbajales, Alcañices, y partido judicial de Sayago. PRODUCCIONES: trigo, centeno, legumbres y pastos; cría ganados, caza conejos y perdices, y pesca de anguilas y truchas. INDUSTRIA: una fábrica de estameñas y algunos molinos harineros. POBLACIÓN: 140 vecinos, 336 almas. CAPITAL PRODUCTIVO: 262.200 reales. IMPONIBLE: 23.768. CONTRIBUCIÓN: 11.778 reales 14 maravedíes.
Diccionario geográfico-estadístico-histórico de España y sus posesiones de Ultramar

En 1969 el término de Villalcampo pasó a tomar su extensión actual, integrando en su seno la localidad de Carbajosa, que hasta entonces había formado parte del municipio de Cerezal de Aliste.

## Geografía humana

### Demografía
Cuenta con una población de 379 habitantes (INE 2024).
| Gráfica de evolución demográfica de Villalcampo entre 1842 y 2021 |
| |
| Población de derecho según los censos de población del INE Población de hecho según los censos de población del INEEntre el censo de 1970 y el anterior, crece el término del municipio porque incorpora a una parte de 49505 (Cerezal de Aliste) |

Según el Instituto Nacional de Estadística, Villalcampo tenía, a 31 de diciembre de 2018, una población total de 444 habitantes, de los cuales 218 eran hombres y 226 mujeres. Respecto al año 2000, el censo refleja 677 habitantes, de los cuales 339 eran hombres y 338 mujeres. Por lo tanto, la pérdida de población en el municipio para el periodo 2000-2018 ha sido de 233 habitantes, un 35% de descenso.

## Símbolos

### Escudo
El escudo heráldico que representa al municipio fue aprobado el 26 de noviembre de 1999 con el siguiente blasón:

«Perla de azur, acostada de gules, y fileteada de plata, en jefe, de plata, parrilla de sable. Al timbre corona real cerrada»
Boletín Oficial de Castilla y León nº 237 de 10 de diciembre de 1999

### Bandera
La bandera municipal fue aprobada el 26 de noviembre de 1999 con la siguiente descripción textual:

«Bandera rectangular, de proporciones 2:3, formada por una perla heráldica azul, siendo rojas fileteadas de blanco la parte superior e inferior y blanco, el triángulo del asta»
Boletín Oficial de Castilla y León nº 237 de 10 de diciembre de 1999

## Monumentos y lugares de interés
El término de Villalcampo se encuentra enclavado en el parque natural de Arribes del Duero, un espacio natural protegido de especial atractivo turístico. Cuenta con un casco urbano en el que se conservan muestras de la arquitectura tradicional alistana. Sus principales edificios son la iglesia parroquial de San Lorenzo, de estilo renacentista, y la ermita de la Encarnación en la carretera a Carbajosa, y destino de la procesión que los vecinos de Villalcampo cada 11 de septiembre. De especial mención es el puente de la Vega, una de sus construcciones tradicionales más antiguas y emblemáticas. Un punto de ocio en la zona, utilizado tanto por vecinos como por visitantes, se sitúa en Los Plantíos y también en la laguna del Cristo, donde además se pueden realizar rutas de senderismo, andando, en bici de montaña, o bien practicar deportes náuticos en la laguna. Saliendo del pueblo y tomando la carretera hacia el Salto de Villalcampo, nos encontramos con el  Poblado, lugar que anteriormente estuvo ocupado por los trabajadores de Iberdrola durante la ejecución de las obras de la  Villalcampo. Al suroeste del pueblo se localiza el yacimiento del despoblado de Santiago, de cronología atribuible a la Edad del Hierro I y en el que aparecieron diversos materiales de la época, como el verraco que se encuentra empotrado encima del dintel de una ventana de la casa n.º 17 de la calle La Iglesia.

## Administración y política

### Elecciones municipales
| Partido político                                                 | 2019  | 2019  | 2019       | 2015  | 2015  | 2015       | 2011  | 2011  | 2011       | 2007  | 2007  | 2007       | 2003  | 2003  | 2003       |
| Partido político                                                 | %     | Votos | Concejales | %     | Votos | Concejales | %     | Votos | Concejales | %     | Votos | Concejales | %     | Votos | Concejales |
| Partido Popular (PP)                                             | 54,75 | 173   | 4          | 45,37 | 147   | 4          | 29,55 | 117   | 2          | 52,11 | 198   | 5          | 58,90 | 258   | 5          |
| Por Zamora                                                       | 18,04 | 57    | 1          | -     | -     | -          | -     | -     | -          | -     | -     | -          | -     | -     | -          |
| Ciudadanos (Cs)                                                  | 15,19 | 48    | 1          | -     | -     | -          | -     | -     | -          | -     | -     | -          | -     | -     | -          |
| Partido Socialista Obrero Español (PSOE)                         | 11,39 | 36    | 1          | 31,48 | 102   | 2          | 37,85 | 218   | 3          | 15,79 | 60    | 1          | 31,28 | 137   | 2          |
| Agrupación de Electores Independientes Zamoranos (ADEIZA-UPZ)    | -     | -     | -          | 17,90 | 58    | 1          | 12,37 | 49    | 1          | -     | -     | -          | -     | -     | -          |
| Unión del Pueblo Leonés (UPL)                                    | -     | -     | -          | -     | -     | -          | 41,67 | 165   | 3          | -     | -     | -          | -     | -     | -          |
| Candidatura Independiente - El Partido de Castilla y León (C.I.) | -     | -     | -          | -     | -     | -          | -     | -     | -          | 20,26 | 77    | 1          | -     | -     | -          |
| Izquierda Unida (IU CyL)                                         | -     | -     | -          | -     | -     | -          | -     | -     | -          | 9,74  | 37    | 0          | 8,45  | 37    | 0          |

El alcalde de Villalcampo lo es sin dedicación exclusiva, lo que quiere decir que compatibiliza la alcaldía con otros trabajos, y cobra 1250 euros en concepto de asistencia a reuniones (2017).